# Mitchell Lichtenstein
Mitchell Lichtenstein (ur. 10 marca 1956 w Cleveland) – amerykański aktor, scenarzysta i reżyser filmowy.

## Filmografia
seriale
- 1982: Zdrówko jako Kelner
- 1985: The Equalizer jako Alex Hayes
- 1990: Prawo i porządek

film
- 1983: Bogowie dyscypliny jako Tradd
- 1984: Świry jako Artysta
- 1993: Przyjęcie weselne jako Simon
- 1999: Bez skazy jako Rzecznik ruchu gejowskiego

scenarzysta
- 2007: Zęby
- 2009: Łzy szczęścia

reżyser
- 2007: Zęby
- 2014: Angelica

## Nagrody i nominacje
Został uhonorowany nagrodą Specjalną, a także otrzymał nominację do nagrody Independent Spirit Awards, nagrody Złotego Niedźwiedzia i Głównej Nagrody Jury.